# Атанас Душков
Атанас Гаврилов Душков е български детски писател.
Той е сред създателите и класиците на съвременната българска детска литература. Негови творби са включвани често в букварите и читанките. Писал е и в детското списание „Светулка“, излизало през 1933 – 1934 г.

## Биография
Атанас Гаврилов Душков е роден на 10 октомври 1909 г. в Копривщица като четвърто дете в семейството на Анна Мандулова и учителя Гаврил Душков Бойдашек (1868-1963). Дядовците му участват в Априлското въстание. Семейството се мести във Фердинанд (Монтана), където баща му става учител в гимназията. От дете работи по строежи и тухларници, като хамалин и продавач. Учи в София от 1923 г., работи като словослагател в печатница, учи в Графическото училище, участва в литературния кръжок „Ученическа мисъл“. Като ученик издава в. „Зидари“ (1927), който сам списва, набира, печата и разпространява. Учи славянска филология в Софийския университет.
През 1930 година постъпва на редовна журналистическа работа.
Работи във в. „Пладне“ като коректор и уредник на хумористичното приложение, като репортер и сътрудник на в. „Заря“ и „Зора“. Участва като военен кореспондент и боец в двете фази на Втората световна война. Раняван в Унгария и награден с два ордена за храброст, бойни отличия. Наградите му включват и орден „Червено знаме“, орден „Народна република България I степен“, много грамоти. Редактира вестник „Щурмовак“, сътрудничи във вестниците „Фронтовак“ и „Часовой“. После работи във в. „Ден“ и „Земеделско знаме“. Главен редактор на детското списание „Кладенче“ (1947 – 1949), сътрудничи на всички детски периодични издания. Дълги години работи като заместник главен редактор на сп. „Славейче“.
Работи във в. „Пладне“ като коректор и уредник на хумористичното приложение, като репортер и сътрудник на в. „Заря“ и „Зора“. Участва като военен кореспондент в двете фази на Втората световна война. Раняван в Унгария и награден с два ордена за храброст, бойни отличия. После работи във в. „Ден“ и „Земеделско знаме“. Главен редактор на детското списание „Кладенче“ (1947 – 1949), сътрудничи на всички детски периодични издания. Дълги години работи като заместник главен редактор на сп. „Славейче“.
Атанас Душков е активен читалищен деятел с близо 4500 лекции из цялата страна и срещи с детската публика. Той е и сред инициаторите на Националния събор на българското народно творчество, провеждан на всеки пет години в Копривщица.
Почива на 3 юни 2000 г., на 91-годишна възраст в София.

## Творчество
Литературният му дебют е през 1926 г. – със стихосбирката „Копачи“. Сътрудничи на „Обзор“, „Литературни новини“, „Мисъл и воля“, „Светлоструй“, „Литературен глас“ и др. Сам редактира хумористичните вестници „Гайда“, „Елаж“, „Смей се, палячо“, „Девойче“, „Бодил“, литературния в. „Порой“, издава възпоменателни листове за Христо Ботев, Христо Смирненски, Гео Милев и др. Печата стихове, басни, епиграми за възрастни и др. в периодичния печат. Редактор е на вестник „Дружба“, списанията „Сердика“, „Народен страж“.
Пише разкази, приказки, басни, епиграми, поеми, гатанки, но като творец е преди всичко детски поет. Съвместно с Жак Битев превеждат и издават книга със стихове на кубински поети – „Родина или смърт“ (НК, 1967). Маестро Илия Бешков илюстрира първите няколко книги на младия автор.

## Признание
Заслужил деятел на културата.
Почетен гражданин на родния си град Копривщица и на град София.
Носител е на националната награда за детска литература „Петко Р. Славейков“ за 1989 г.
Отличен със специалната награда на Първия национален конкурс за поезия за деца „Стоян Дринов“ – гр. Панагюрище и за цялостно творчество през 1999 година.